# Eric Peterson (gitarist)

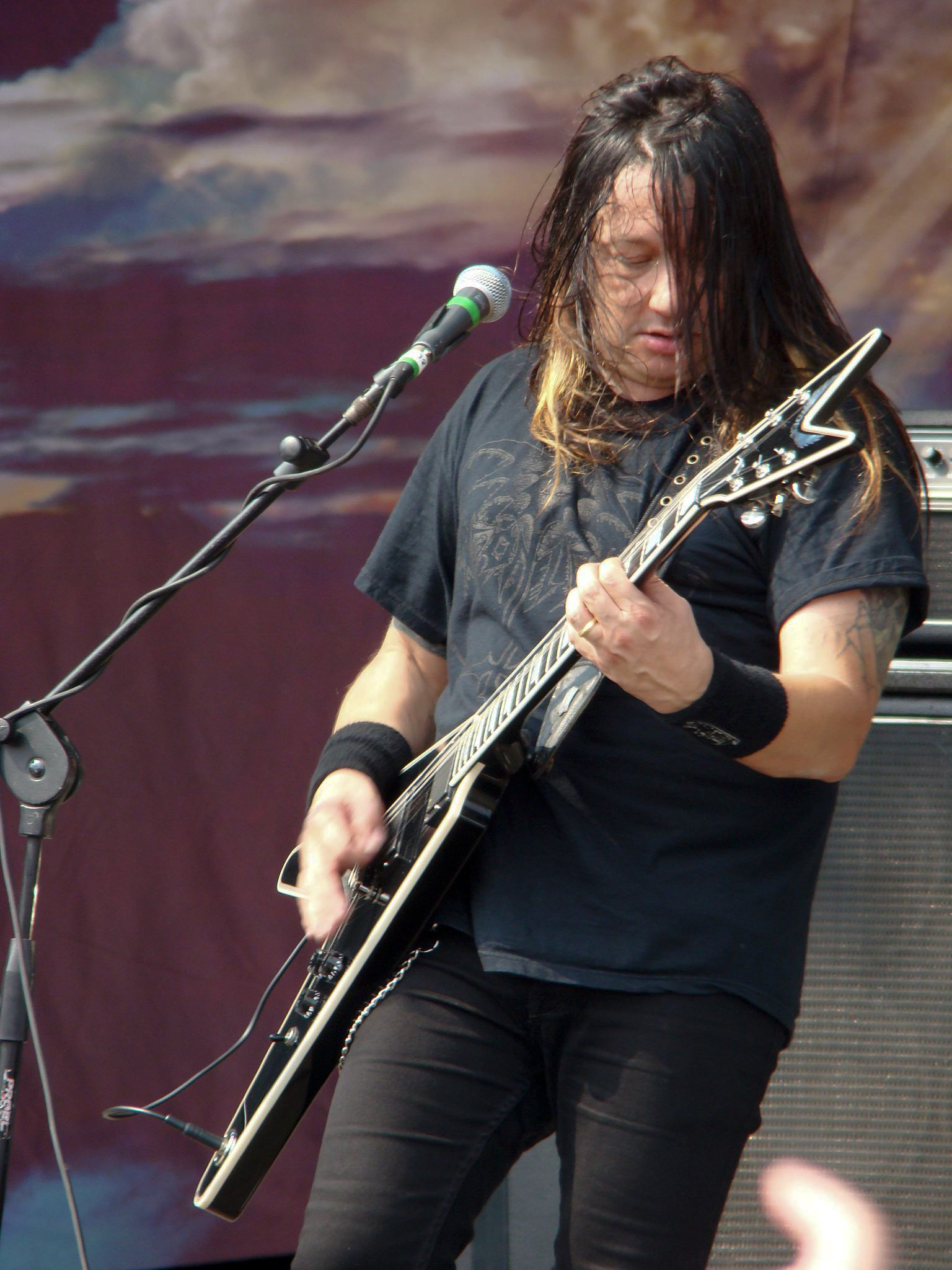
Eric Peterson in 2008.

Eric Peterson, (Alameda (Californië), 14 mei 1964), is een Amerikaans gitarist. Hij is een van de oprichters van de thrashmetalband Testament en is samen met Chuck Billy het enige constante bandlid. Naast zijn project "Dragonlord" waarin hij zowel gitaar speelt als zingt, was hij in Testament vooral degene die de ritmische gitaar speelde, terwijl Alex Skolnick de leidende (leadguitar) gitaarspeler was. Op het album The Formation of Damnation spelen beide gitaristen leidende gitaar.
Het album van Testament uit 2012 (Dark roots of earth) was een idee van Eric Peterson. De laatste jaren heeft Peterson zich ontwikkeld tot zowel ritmisch als leidend gitaarspeler, net als Alex Skolnick.
Peterson is gescheiden en heeft één kind.

## Gitaren
- Gibson: (black) X-plorer, Les Paul  (vooral bij Testament)
- Dean Guitars: Model ML  (later bij Testament en bij Dragonlord)

## Discografie
- Zie Testament (band)

### Dragonlord
- Black Wings of Destiny (2005)
- Rapture (2001)

- Bibsys: 1634281497912
- Gemeinsame Normdatei: 1185197486
- International Standard Name Identifier: 0000 0003 7251 5735
- MusicBrainz: 97188040-e50f-4e3d-b50b-f73f039a0368
- Nationale Bibliotheek van Tsjechië: xx0200888
- Virtual International Authority File: 217145542834996642317
- WorldCat: E39PBJh4xWbPyv38H3R6VH74MP